# Mare de Déu de Valldeflors de Rialb
La Mare de Déu de Valldeflors de Rialb és l'església parroquial d'origen romànic de la vila de Rialb, dins de l'antic terme municipal primigeni, a la comarca del Pallars Sobirà. Està situada en el centre de la vila, en el carrer del Mig.

## Història
La construcció de la fàbrica es realitzà en el segle xviii, període de gran empenta constructiva en el Pallars, si bé l'església ha estat objecte de moltes reformes posteriors. Una d'elles, erigides en ple segle xx, es la que commemora la data de 1927 gravada sobre la porta d'accés. Hi ha notícies de que l'església fou priorat de l'Orde de Sant Joan de Jerusalem.
En l'actualitat actua com a parròquia seu d'una agrupació de parròquies que inclou les de la Mare de Déu del Roser d'Aidí, Sant Serni d'Altron, Sant Martí d'Arestui, Sant Serni de Baiasca, Sant Serni de Beraní, la Mare de Déu del Roser de Bernui, Sant Martí de Caregue, Santa Coloma d'Escàs, Sant Sebastià d'Estaron, Santa Anna de Llavorsí, Sant Pere de Llessui, Sant Esteve de Montenartró, Sant Andreu de Rodés, Sant Martí de Romadriu, Sant Cristòfol de Roní, Sant Víctor de Saurí, Sant Esteve de Sorre, Sant Romà de Tavèrnoles i Sant Iscle i Santa Victòria de Surp. També en depenien les altres esglésies i capelles de la vila: Sant Cosme i Sant Damià, Santa Caterina, ara en ruïnes i la de Sant Francesc de Paula, que, quan existia la comunitat religiosa era atesa pels seus mateixos membres.

## Descripció
Església de notables dimensions, constituïda per una ample nau, amb capçalera rectangular orientada al nord-oest i coberta per una volta de tambor que forma una petxina. La nau es troba dividida en quatre trams que es cobreixen respectivament amb una volta de llunetes. A costat i costat de la nau s'obren una sèrie de capelles corregudes amb volta d'arestes. Sobre d'aquestes hi ha una galeria. La porta d'accés està situada als peus de l'església. Es tracta d'una porta d'estil clàssic, d'arc de mig punt flanquejada per pilastres i coronada per un frontó partit. El campanar s'aixeca a ponent. En la base es de planta quadrangular i en la part superior octogonal, rematat per un xapitell de llicorella. També la coberta de la nau a dues aigües és de llicorella. Així mateix, a ponent, es troba la capella del Saníssim, il·luminada per una llanterna central que s'obre en la cúpula.
Al seu interior hi ha la imatge de la Mare de Déu de Valldeflors, del segle xiv.